# 富栖村
富栖村（とみすむら）は、かつて兵庫県に存在していた村。宍粟郡に属した。
旧村域は現在の姫路市安富町のほぼ北半分に相当する。

## 概要
現在の姫路市安富町栃原、皆河、末広、関に相当する。
「富栖」は栃原（「と」ちはら）、皆河（「み」なご）、末広（「す」えひろ）の合成地名。

## 沿革
- 1889年（明治22年）4月1日 - 町村制施行に伴い宍粟郡富栖村発足。
- 1956年（昭和31年）7月1日 - 安師村と合併し安富町が発足。同日富栖村消滅。

## 教育
- 富栖村立富栖小学校